# Strambino
Strambino (Strambin in piemontese) è un comune italiano di 6 050 abitanti della città metropolitana di Torino in Piemonte, situato nel Canavese. Degni di nota la chiesa dei Santi Michele e Solutore, il Palazzo Municipale e il castello.

## Geografia fisica

### Territorio
Il comune di Strambino sorge in un'area formata da un grande ghiacciaio del Pleistocene, il quale trasportò nel tempo numerosi detriti che andarono a formare una serie di rilievi morenici, la cosiddetta Serra di Ivrea. Si trova a circa 12 km a sud-est dalla città di Ivrea.
Il paese si trova su un'area collinare ed è circondato da numerose aree adibite a coltivazione. Il centro storico è di tipo medievale, con strade strette e presenza di edifici importanti come il Castello e le chiese storiche.
 Attorno si trovano i quartieri più recenti, edificati negli anni '60 e '70.

### Frazioni
Il Comune di Strambino possiede 4 frazioni:
- Carrone
- Cerone
- Crotte
- Realizio

### Clima
Il clima di Strambino è di tipo sublitoraneo occidentale.
La temperatura media annua è di circa 12 gradi; in un anno cadono mediamente 1000 mm di pioggia, con i massimi precipitativi in primavera ed i minimi in inverno.
La media delle nevicate si aggira attorno ai 35/40 cm annui.

## Monumenti e luoghi d'interesse
- Il Castello di Strambino, posto in cima alla collina che sovrasta il paese, si è sviluppato in epoche diverse, a partire dal primo nucleo dell'XI secolo
- Il Palazzo del Comune, edificio di notevoli dimensioni, di stile neoclassico:[4] è pregevole la volta del Salone Consiliare, affrescata dal Cattaneo
- La chiesa parrocchiale dei Santi Michele e Solutore progettata dall'architetto Carlo Andrea Rana e realizzata tra il 1764 e il 1786. La particolarità di questa chiesa è il fatto che la pianta rappresenta, vista dall'alto, la sagoma di una rana
- La chiesa di San Rocco, situata all'incrocio tra Corso Torino e Via IV Novembre, è stata realizzata attorno al XVII secolo e a partire dal 1824 fu adibita a cappella funebre.[5]
- La chiesa dei disciplinati o di Santa Marta, situata in via Perrone, fu realizzata sull'ex oratorio dei disciplinati. È dedicata alla confraternita di San Franceso d'Assisi e Santa Marta. Nel 1973 è stata sconsacrata e successivamente donata all'amministrazione comunale di Strambino.
- La chiesa di Santa Maria delle Vigne, situata in viale Marconi, quasi al confine con Romano Canavese, è stata realizzata attorno al 1220, infatti la prima documentazione di tale chiesa è del 1223. Venne restaurata attorno al 1500 in stile barocco. Viene tradizionalmente chiamata "Madonna delle Vigne".

## Società

### Evoluzione demografica
Abitanti censiti

### Carnevale
Il Carnevale di Strambino segue un programma tradizionale che si sviluppa nell'arco di circa un mese.
Il paese è suddiviso in quattro rioni (Romanello o Cantun Rumanel, Tamboletto, Campagna e Borgo del Fumo) che a distanza di una settimana l'uno dall'altro, presentano a turno i propri personaggi (I signori di Romanello, Sgnorot 'd Tambulej, Campagnin e Campagnina, I viaggiatori). Inoltre ciascun rione distribuisce un piatto tipico del carnevale, in particolare Romanello è incaricato nella distribuzione dei fagioli grassi, Tamboletto per la polenta e salsiccia, Campagna per l'aperitivo campagnolo, prima, e ,adesso, di porchetta e patate e Borgo del Fumo per la lingua in salsa verde e bugie.
Successivamente vengono presentati il Principe e la Principessa dal balcone del Palazzo Comunale. Il giorno successivo ha inizio la sfilata dei carri allegorici e dei personaggi dei vari rioni per le vie cittadine.
Infine, dopo tre giorni viene distribuita la polenta e merluzzo dal polifunzionale del paese e di sera avviene la lettura della "Sentenza di Condanna" in contumacia delle "Gate" e l'abbruciamento della Pira.

## Amministrazione

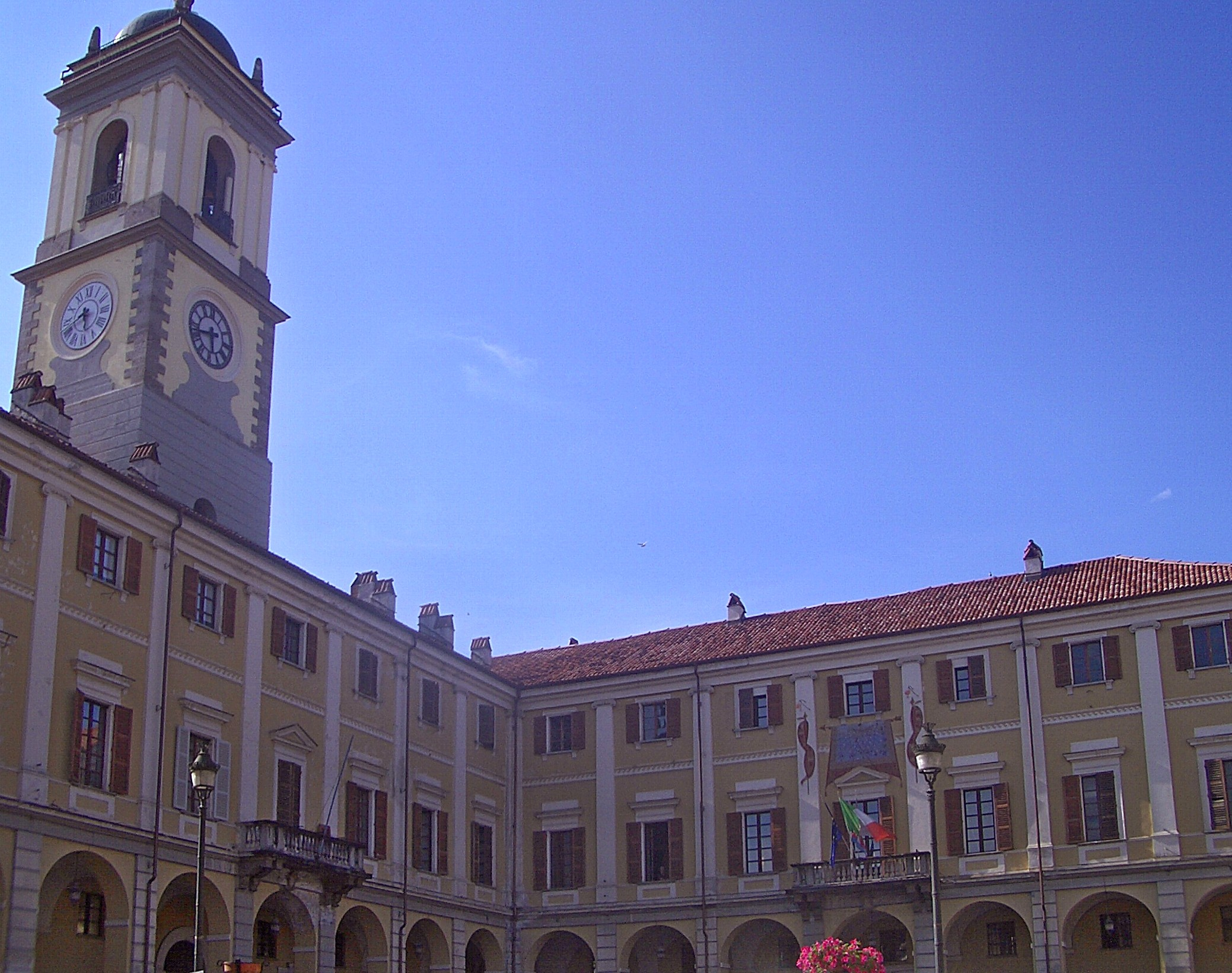
Il Palazzo del Comune

| Periodo        | Periodo        | Primo cittadino         | Partito                    | Carica  | Note |
| -------------- | -------------- | ----------------------- | -------------------------- | ------- | ---- |
| 12 maggio 1985 | 23 aprile 1995 | Luigi Massoglia         | DC                         | Sindaco |      |
| 23 aprile 1995 | 13 giugno 2004 | Matteo Giovanni Garetto | PPI                        | Sindaco |      |
| 13 giugno 2004 | 25 maggio 2014 | Savino Modesto Beiletti | Lista civica               | Sindaco |      |
| 25 maggio 2014 | in carica      | Sonia Cambursano        | Lista civica Per Strambino | Sindaco |      |

### Comunità Collinare "Piccolo Anfiteatro Morenico Canavesano"
La Comunità collinare è un'unione di Comuni costituita tra i Comuni di Strambino, Romano Canavese, Mercenasco, Scarmagno, Perosa Canavese e San Martino Canavese per l'esercizio associato di una pluralità di funzioni.

### Gemellaggi
- Villa del Rosario

## Sport

### Calcio a 5
Strambino è rappresentata dalla squadra FC Strambino, nata nel 2020. Nella stagione 2024/25 milita nel Girone Azzurro del Master D ACSI C5.

### Calcio
La squadra locale è l'ACD Strambinese 1924 che, nella stagione 2025/26 militerà nel campionato di Terza categoria. I colori sociali sono l'azzurro e il bianco. Gioca le sue partite al campo comunale "Giuseppe Bertotti" situato nel centro di Strambino, in corso Torino.

### Kart
A Strambino ha sede TecnoKart Racing, team e costruttore di go-kart famoso in tutto il mondo per aver portato al successo piloti come Jenson Button, campione di F1 2009.

## Galleria d'immagini

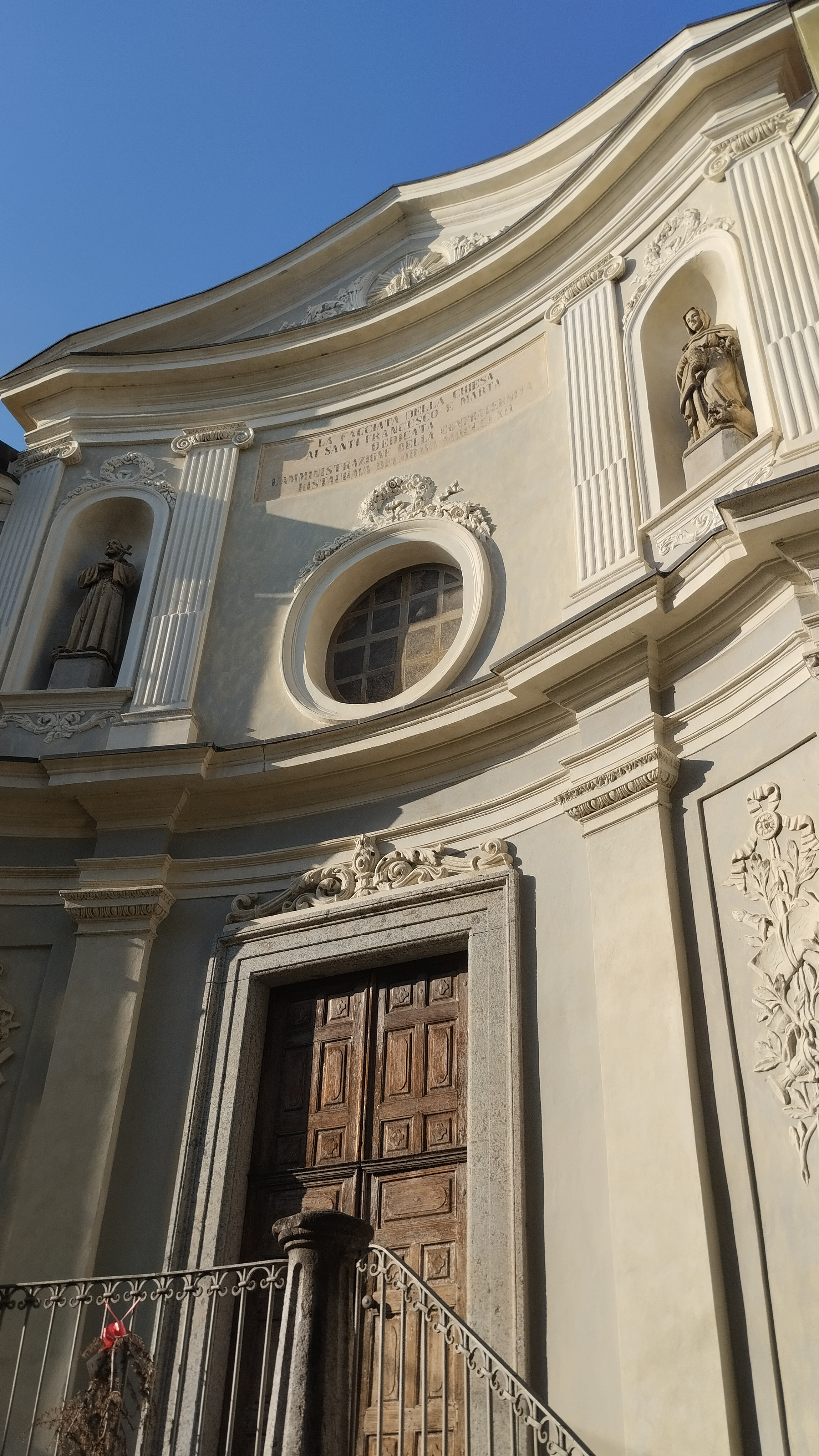
Chiesa di Santa Marta in Via Perrone
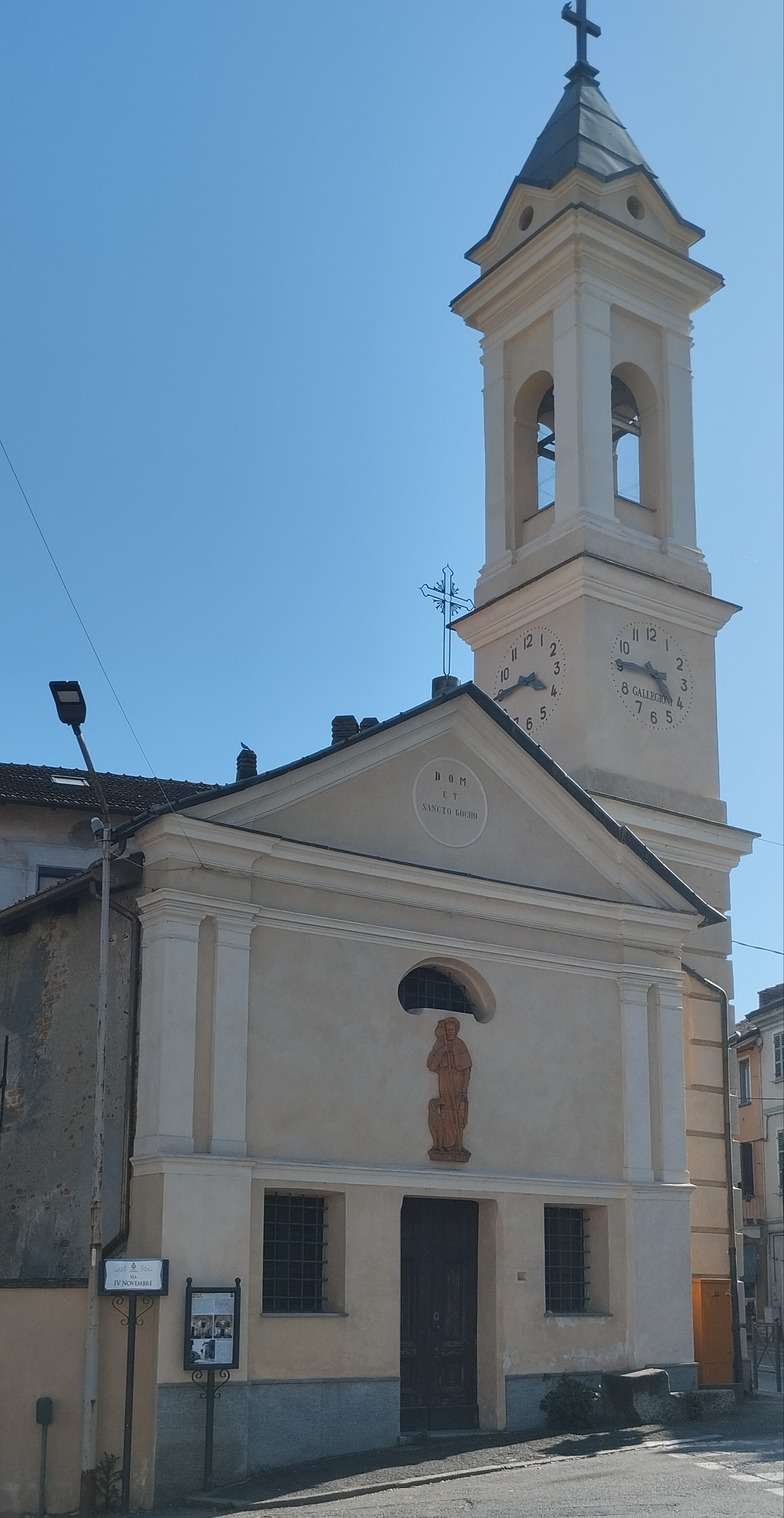
Chiesa di San Rocco
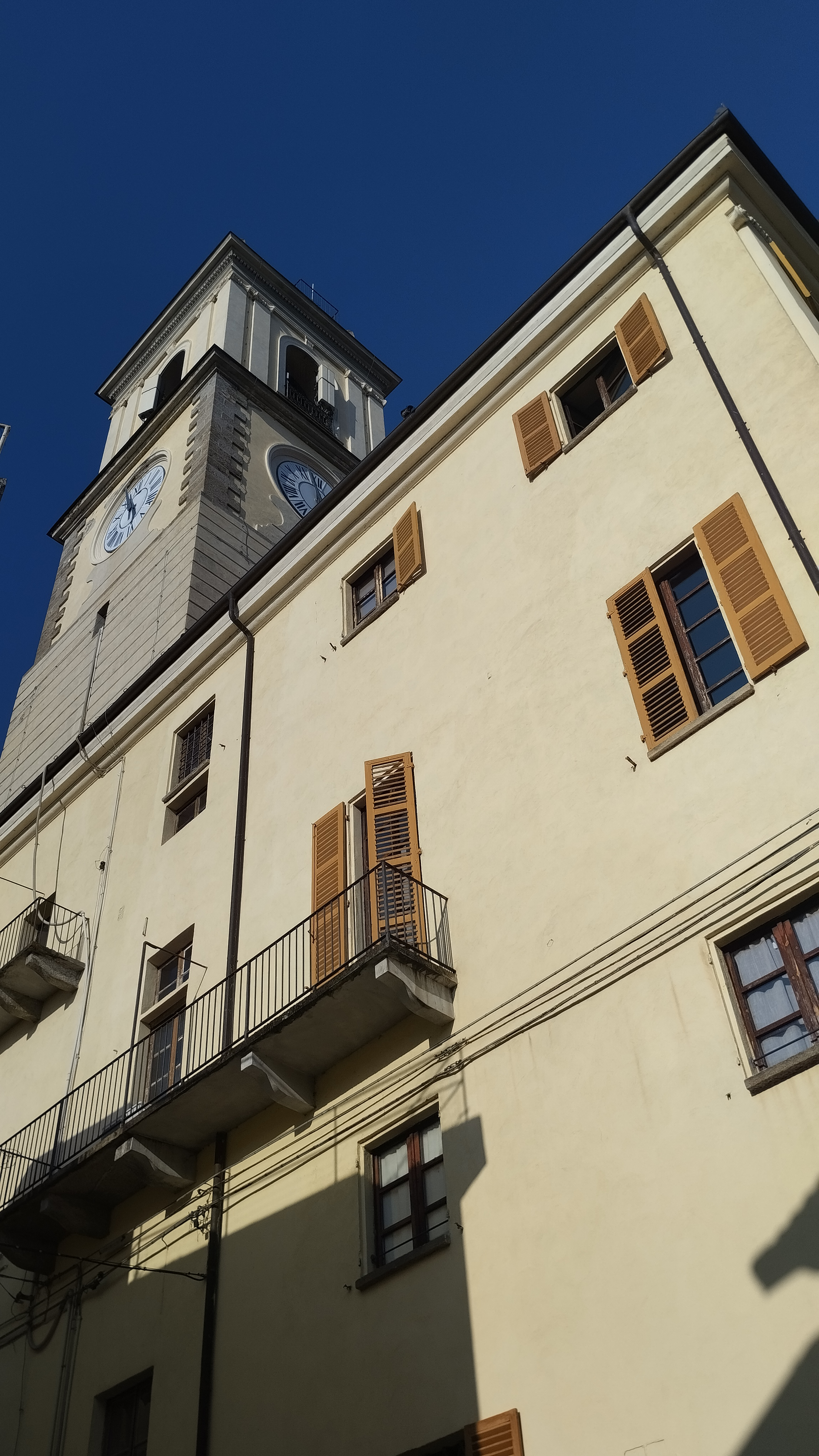
Palazzo Comunale di Strambino